# Pierre Choisnet
 (avril 2022).
Si vous disposez d'ouvrages ou d'articles de référence ou si vous connaissez des sites web de qualité traitant du thème abordé ici, merci de compléter l'article en donnant les références utiles à sa vérifiabilité et en les liant à la section « Notes et références ».
Œuvres principales
Rosier des guerres
Le Livre des trois âges
Pierre Choisnet ou Choinet est un écrivain, médecin et astrologue royal, né vers 1411 à Rouen ou Monville (Normandie) et mort vers 1483.
Médecin à la cour du roi de France Louis XI, il est chargé par le roi d'éduquer son fils le dauphin Charles en rédigeant pour lui le rosier des guerres.